# Angažovanje zaposlenih
Angažovanje zaposlenih je osnovni koncept koji pomaže da se razume i opiše kako kvalitativni tako i kvantitativni odnos između organizacije i njenih zaposlenih. Pod „angažovanim radnikom“ se podrazumeva osoba koja je u potpunosti predana i oduševljena svojim poslom tako što preduzima pozitivne akcije za unapređenje ugleda i interesa organizacije. Angažovani radnik ima pozitivan stav prema organizaciji i njenim vrednostima. Nasuprot tome, neangažovani radnik može biti osoba koja ulaže minimum truda na poslu (takozvano „zabušavanje“), ali i radnik koji aktivno narušava rad i ugled kompanije.
Organizacija sa "visokim" angažovanjem zaposlenih može nadmašiti one organizacije sa "niskim" angažovanjem zaposlenih.
Angažovanje zaposlenih se najpre pojavilo kao koncept u teoriji menadžmenta 1990-ih godina,
dok u menadžment praksi postaje široko rasprostranjeno 2000-ih, ali je i dalje osporavano zbog nedefinisanog odnosa prema ranijim postavkama kao što su moral i zadovoljstvom poslom. Uprkos akademskim kritikama, prakse angažovanja zaposlenih su dobro uspostavljene u upravljanju ljudskim resursima i upravljanju internim komunikacijama.
Danas, angažovanje zaposlenih je postalo sinonim za pojmove iskustvo zaposlenih i zadovoljstvo zaposlenih. Postaje značajnije većini profesionalaca nove generacije koji imaju veću sklonost da budu ometeni i neangažovani na poslu. Nedavno istraživanje koje je sproveo StaffConnect ukazuje na to da danas veliki broj kompanija (74.24%) planira da poboljša iskustvo zaposlenih u 2018. godini. 

## Definicije
Vilijam Kan je prvi dao formalnu definiciju ličnog angažovanja kao „uključivanje članova organizacije u obavljanju njihovih radnih uloga, kada se ljudi angažuju i izražavaju fizički, kognitivno i emocionalno na svojim pozicijama."
Godine 1963. Šmed et al. predlaže smanjenje razlike između postojećih koncepata „zadovoljstvo poslom“ i angažovanje zaposlenog sa definicijom: "Učešće zaposlenog, njegova posvećenost i zadovoljstvo poslom. Angažovanje zaposlenih je deo zadržavanja zaposlenih". Ova definicija integriše klasične postavke zadovoljstva posla (Smit et al., 1969) i posvećenosti organizacije (Meja & Alen, 1991).
Definisanje angažovanja zaposlenih ostaje problematično. U svom pregledu literatura iz 2011. godine, Volard i Šuc  identifikuju četiri glavna podkoncepta u okviru termina:
1. Pristup "zadovoljenja potreba“ u kojem je angažovanje poželjni iskaz ponašanja osobe tokom obavljanja posla.
2. Pristup antiteza „izgaranja“ na poslu, u kojem su energija, uključenost i efikasnost predstavljeni kao suprotnosti takozvanih „izgaranja“ konstrukcija: iscrpljenost, cinizam i nedostatak postiguća.
3. Pristup zadovoljstva i angažovanja u kojem je angažovanje više tehnička verzija zadovoljstva poslom, o čemu svedoči istraživanje kompanije Galup primenom Q12 ankete o angažovanju zaposlenih, koja daje r=0.91 korelaciju sa jednom merom(zadovoljstvo poslom). [5]
4. Multidemnzionalni pristup, u kojem se izražava jasna razlika između poslovne i organizacione angažovanosti, obično sa primarnim fokusom na prethodna i posledična izvršenja uloga, a ne na organizacionu identifikaciju.

Definicije angažovanosti razlikuju se u težini koju daju pojedincu ili organizaciji u stvaranju angažovanja. Skorašnja praksa postavlja pokretače angažovanja, koji imaju uvid u psihu pojedinca (na primer, službe za regrutovanje filtriraju „neangažovane“ kandidate )
), fokusiraju se na akcije i investicije koje organizacija čini kako bi podržala angažovanost.
Ovi problemi sa definisanjem su potencijalno ozbiljna pretnja za stručnjake. Sa različitim (i često sopstvenim) definicijama predmeta koji se meri, statistike iz različitih izvora nisu lako uporedive. Radno angažovanje ostaje otvoreno za izazove, čije su osnovne pretpostavke, kako ih opisuje Tom Kinoj, normativnost i ambicioznost, više nego analitičnost ili operativnost, i tako rizikuju da to drugi učesnici u organizaciji vide kao „sve i svja“.

## Povezanost
Pre Kana koji je koristio taj termin sredinom 1990-ih, u teoriji menadžmenta istraživan je niz koncepata koji se odnose na angažovanje zaposlenih. Moral zaposlenih, radna etika, produktivnost i motivacija su istraženi u pravcu koji datira iz rada Mari Parker Folet početkom 1920-ih. Studije iz Drugog svetskog rata koje su zasnovane na istraživanju o liderstvu i moralu grupe podstakli su dodatno uverenje da se takva svojstva mogu istraživati i meriti. Kasnije, Frederik Hercberg je zaključio  da pozitivnu motivaciju pokreću menadžeri koji svojim zaposlenima pružaju razvojne mogućnosti, aktivnost koju on naziva 'vertikalno obogaćivanje'.

## Saradnici
Uz širok raspon definicija javljaju se i različiti potencijalni saradnici za željene nivoe angažovanja zaposlenih. Neki od primera su:

### Uključenost
Ejlin Apelbaum i njene kolege (2000) su proučavali 15 fabrika čelika, 17 fabrika tekstila i 10 proizvođača elektronske opreme. Njihova namera bila je da uporede tradicionalne sisteme proizvodnje sa fleksibilnim, visoko produktivnim sistemima proizvodnje koji uključuju timove, obuku i ohrabrujuće sisteme plaćanja. U sve tri industrije, postrojenja koja su koristila postupke visokog učinka pokazala su izuzetan rezultat. Takođe, radnici u postrojenjima visokog učinka su pokazali više pozitivnosti, uključujući poverenje, organizacionu posvećenost i značajno uživanje u poslu. Koncept je postao popularan pošto su različita istraživanja ukazala na povezanost sa produktivnošću.Često je povezan i sa pojmovima “glas radnika” i ovlašćenje.
Dva istraživanja radnika u industriji životnog osiguranja su proučavala uticaj radnikovih percepcija o njegovoj moći da donosi odluke, o tome da poseduje dovoljno znanja i informacija da bi efektivno obavljao posao i o nagradama za dobar rezultat. Oba istraživanja su obuhvatila velike uzorke radnika( 3570 zaposlenih iz 49 organizacija i 4828 zaposlenih iz 92 organizacije). U oba istraživanja, visoki učinci menadžmenta su bili pozitivno povezani sa moralom zaposlenog, njegovim zadržavanjem u firmi i finansijskim rezultatom firme. Votson Vajat je otkrio da su se visoko posvećene organizacije ( sa odanim i posvećenim zaposlenima)pokazale kao bolje za 47% od onih sa niskom posvećenošću, u istraživanju iz 2000. godine i za 200% u istraživanju iz 2002. godine.

### Posvećenost
Zaposleni sa najviše posvećenosti rade 20% bolje i 87% su manje šanse da će napustiti organizaciju, što ukazuje da je angažovanje povezano sa rezultatima organizacije. Kada su zaposleni više empatični, produktivnost sama raste. 85% radnika u SAD-u smatra da njihovi poslodavci nisu empatični.

### Produktivnost
U istraživanju firmi koje pružaju profesionalne usluge, Haj Grupa je otkrila da su organizacije sa angažovanim zaposlenima do 43% produktivnije. Zadovoljstvo poslom je takođe povezano sa produktivnošću.

### Lični faktori i individualne razlike
Ono što se često zanemaruje su jedinstvena ličnost, potrebe, motivi i ciljevi zaposlenih, koji se povezuju sa organizacionim faktorima i problemima kako bi uticali na nivoe angažovanosti. Sa druge strane, neki zaposleni će uvek biti više (ili manje) uključeni i motivisani od drugih, kao što skorašnja ideja pokretača ukazuje. Pokretač se meri na osnovu 13 faseta i tri aspekta (strast, trud, stvaranje ideja).

## Pokretanje angažovanosti
Povećanje angažovanja je osnovni cilj organizacija koje teže da razumeju i izmere angažovanje.

### Pokretači angažovanja
Navedeni su neki od zaključaka do kojih se došlo istraživanjem pokretača angažovanja:
- Lične karakteristike zaposlenog - Smatra se da pozitivna percepcija kod osoba doprinosi ličnoj snazi i sposobnosti, što im omogućava da budu angažovani u organizaciji. [20]
- Mišljenje zaposlenog o značaju posla - Mišljenje zaposlenog o značaju posla koji obavlja i kompaniji u kojoj radi, ima veći uticaj na poverenje i pružanje usluga kupcima nego svi ostali faktori zajedno. "[21]
- Jasno postavljena očekivanja od zaposlenog - Ukoliko očekivanja nisu jasna i ukoliko nisu obezbeđeni osnovni materijali i oprema, to može prouzrokovati negativna osećanja kod zaposlenih kao što su dosada i ozlojeđenost. U tom slučaju zaposleni može postati više fokusiran na preživljavanje u organizaciji nego na razmišljanje o tome na koji način može doprineti većem uspehu organizacije.[22]
- Napredovanje u karijeri / Mogućnosti za napredovanje - Nadzornici i menadžeri postrojenja ističu da su mnoga poboljšanja nastala izvan sistema za preporuke, već na inicijativu zaposlenih koji su nagrađivani bonusima, generisanim zbog postignute naknadne uštede.[23]
- Redovne povratne informacije i razgovor sa nadređenima - Povratne informacije su ključne za zaposlene kako bi imali osećaj u kom pravcu se kreću, ali mnoge organizacije ne obezbeđuju odgovarajuće povratne informacije.[22] Pokazalo se da su za 67% viže angažovani zaposleni koji imaju podršku svojih nadređenih.[24]
- Kvalitet slaganja sa kolegama, nadređenima i podređenima - Ukoliko je odnos između zaposlenog i nadređenog nestabilan, onda ne postoje povlastice koje mogu ubediti zaposlenog da radi najbolje što može. Angažovanost zaposlenog predstavlja direktan odraz toga kako se zaposleni oseća u vezi sa svojim odnosom sa šefom.[25]
- Utemeljena verovanja i vrednosti organizacije - Inspiracija i vrednosti predstavljaju najvažnije pokretače među šest koji su navedeni u Modelu angažovanog učinka. Nadahnjujuće liderstvo je krajni cilj. Ukoliko ne postoji, veoma je teško angažovati zaposlene.
- Efektivna interna komunikacija između zaposlenih - Daje jasnu sliku o tome šta se dešava.

Teorije poverenja su zasnovane na stvaranju uslova u kojima će se zaposleni osećati primoranim da rade, dok teorije angažovanja imaju za cilj da dovedu do situacije u kojoj zaposleni po slobodnom izboru imaju unutrašnju želju da rade u najboljem interesu organizacije.
Nedavna istraživanja su se fokusirala na razvoj boljeg razumavanja varijabli kao što su kvalitet radnog odnosa i vrednosti organizacije, te njihovu povezanost sa ishodima rada. Iz perspektive zaposlenog, “ishodi” se kreću od snažne posvećenosti do nepovezivanja osobe sa organizacijom.

## Strategija porodičnog angažovanja
U svetu koji se sve više i više uzajamno približava i globalizuje, menadžeri moraju da neguju jedinstvene strategije koje će zaposlene činiti angažovanim, motivisanim i posvećenim svom poslu. Balans u poslu na ličnom nivou je doveo do visoko angažovane i produktivne radne snage. Važan aspekt tog balansa je koliko dobro čovek može da održava ravnotežu između posla i porodičnog života. Porodica je deo kulture koja se razlikuje po svojim vrednostima, strukturi i ulogama širom sveta. Međutim, porodica može biti korisna za sve menadžere kako bi podstakli rad u svom timu. Mnoge firme širom sveta su usvojile politiku podrške roditeljima kao strategiju kojom stvaraju održivu i efektivnu radnu snagu . Istraživanje pokazuje da su kompanije sa plaćenom politikom podrške roditeljima povećale produktivnost radnika za 70%. Takođe, firme koje imaju plaćeno roditeljsko odsustvo ostvarile su povećanje profita za 91%, tako što su omogućile roditeljima da održavaju ravnotežu između privatnog i poslovnog života . Teorija socijalne razmene potvrđuje ova saznanja i govori o tome da kada radnici imaju dodatne povlastice, kao što je roditeljska podrška, oni osećaju potrebu da poslodavcima uzvrate uslugu tako što će vredno i naporno raditi .
Kada se koristi roditeljska podrška kao strategija za povećanje globalnog angažovanja radne snage, menadžeri moraju da uzmu u obzir odgovarajući model poslovnog života koji podrazumeva različite kulturne potrebe jedne porodice. Svetski lideri moraju da razumeju da nijedna kultura nije ista i da bi trebalo da uzmu u obzir prilagodljivu i fleksibilnu politiku koja bi poštovala individualne potrebe. Kompanije mogu da imaju različit prikaz među svojim zaposlenima koji možda nije u skladu sa politikom koja je u spoljašnjem okruženju. Pored toga, kako se kompanije razvijaju širom sveta, važno je da se izbegne univerzalna politika koja možda neće obuhvatiti sve kulturne faktore u svetu. U istraživanju koje je sproveo Faiza e al(2017) centralnost i uticaj su dva koncepta koja su pomogla poslodavcima da saznaju više o kulturnim potrebama zaposlenih . Centralnost se odnosi na to da organizacija razume socijalno okruženje i domen u kome posluje. Dalje, bilo je važno da organizacija omogući zaposlenima da utiču na politiku kako bi se politike prilagodile njihovim potrebama. Koristeći ova dva faktora zajedno sa odgovarujućim okvirima poslovnog života, organizacije mogu da stvore produktivniju i posvećeniju radnu snagu širom sveta.

## Opasnosti
- Metodološke: Pogrešna upotreba statistika: Eksperti se suočavaju sa brojnim rizicima u radu sa podacima o angažovanju, koji su najčešće dobijeni ispitivanjem. Ovo bi podrazumevalo rizik od pogrešnih veza uzročnosti, donošenje pogrešnih zaključaka na osnovu poređenja podataka slične zvučnosti koji su dobijeni iz različitih metodologija i/ili iz neuporedive populacije, pogrešno razumevanje i pogrešno predstavljanje osnovnih pojmova i pretpostavki, tačno utvrđivanje margina grešaka u podacima (osigurava da su signal i buka različiti).[33]
- Administrativne: Usredsređenost na administraciju istraživanja, prikupljanje podataka i analizu rezultata (a ne preduzimanje akcije) može takođe oštetiti aktivnosti angažovanja. Organizacije koje su okrenute ispitavanju radne snage bez davanja povrtanih informacija, pokazuju negativan uticaj na rezultate angažovanja.[34] Zahtevi za izveštavanjem i nadgledanjem inicijative angažovanosti ukazuju na oskudnost resursa (vreme i novac) organizacije, i nadalje zahteva efektivno korišćenje vremena da se pokaže dodata vrednost. Istovremeno, akcije zasnovane na ispitivanju angažovanosti su uglavnom prenete na lokalno upravljanje, gde je svaka ‘dodata vrednost’ uračunata u lokalni učinak. S toga je centralna administracija ’’angažovanja zaposlenih’’ izazovna za održavanje tokom vremena.
- Etičke: Ostaje pitanje da li bi bilo etički promeniti stavove i ponašanje zaposlenih na nameravani način, i sa očekivanim rezultatima dodate vrednosti za organizaciju.[35] Eksperti priznaju da je stari model psihološkog ugovora iščeznuo, ali pokušavaju da ga zamene jednosmernom identifikacijom, od zaposlenog ka organizaciji, za koji se smatra da je moralniji.

## Diskusija industrije, debate i dijalozi
Angažovanje zaposlenih je tema otvorena za debatu, uključujući pitanja kao što su:
- Da li angažovanje zaposlenih stvarno predviđa održivu vrednost akcionara? Trenutni pokazatelji ukazaju na indikatore prošlih rezultata, ne na vodeće, tako da je moguće da je angažovanje prouzrokovano uspehom, pre nego da je njegov izvor.
- Da li postoji potreba da se ponovo razmisli o pristupu angažovanju zaposlenih? Debate se vode oko važnosti povremenih ispitivanja nasuprot drugim tehnikama( mikro ispitivanja, otvoreni forumi za davanje povratnih informacija, sajtovi za najnovije vesti [36] itd.)
- Da li koncept balansa poslovnog života treba da se unapredi?
- Koliko su zaposleni motivisani misijom organizacije?
- Da li ljudska priroda ili neurologija igra ulogu u programima angažovanja zaposlenih?

## Angažovanje volontera
Angažovanje se takođe može povezati sa pojmom volonteri, na primer, više angažovani izviđački volonteri će verovatno imati povećano zadovoljstvo prema menadžmentu. Stoga se radno angažovanje odnosi na pozitivno unutrašnje stanje volontera prema obaveznim zadacima.

## Spoljašnje veze
- Harter, James K.; Schmidt, Frank L.; Hayes, Theodore L. (2002). Business-unit-level relationship between employee satisfaction, employee engagement, and business outcomes: A meta-analysis. Journal of Applied Psychology. Vol 87(2), Apr 2002, 268-279
- Kahn, William A (1990). „Psychological Conditions of Personal Engagement and Disengagement at Work” (PDF). Academy of Management Journal. 33 (4): 692—724. JSTOR 256287. doi:10.2307/256287. Архивирано из оригинала (PDF) 05. 08. 2019. г. Приступљено 14. 4. 2016.
- Macey, Schneider (2008). The meaning of employee engagement. Industrial Organizational Psychology.
- McKay, Avery, Morris (2008). „Mean racial and ethnic differences in sales performance: The moderating role of diversity climate”. Personnel Psychology. 61 (2): 349—374. doi:10.1111/j.1744-6570.2008.00116.x.
- Meyer & Allen (1991). „A three component conceptualization of organizational commitment”. Human Resource Management Review. 1: 61—89. doi:10.1016/1053-4822(91)90011-z.
- National Business Research Institute, Inc. The Importance of Employee Engagement Infographic (2011)
- Concept of Employee Engagement. The Employee Engagement Platform
- Rayton, Bruce A., Dodge, Tanith & D'Analeze, Gillian (2012). Employee Engagement - The Evidence. Engage for Success.
- Rucci, Anthony J.; Kearn, Stephen B.; Quinn, Richard T. (januar 1998). „The Employee-Customer Profit Chain at Sears”. Harvard Business Review. стр. 83—97.
- Schneider, Hanges, & Smith (2003). Which comes first: employee attitudes or organizational financial and market performance? Journal of Applied Psychology
- Smith, Kendall, & Hulin (1969). The measurement of satisfaction in work and retirement: A strategy for the study of attitudes.